# Edith Hirsch
Edith Jarislowsky Hirsch (geboren als Edith Jarislowsky 2. November 1899 in Berlin; gestorben 7. Januar 2003 im Georgetown University Hospital, Washington, D.C.) war eine deutschstämmige US-amerikanische Wirtschaftswissenschaftlerin und Unternehmensberaterin.

## Werdegang
Edith Jarislowsky studierte an der Friedrich-Wilhelms-Universität zu Berlin, der Ludwig-Maximilians-Universität München und der Ruprecht-Karls-Universität Heidelberg Volkswirtschaftslehre und Geschichte, 1925 machte sie dort ihren Abschluss. Mit ihrem Ehemann Julius Hirsch, den sie 1927 im Hause Albert Einsteins kennen gelernt hatte und den sie 1928 heiratete, baute sie ab 1929 in Berlin die  Forschungsstelle für den Handel an der Handelshochschule Berlin auf. Nach der nationalsozialistischen Machtübernahme und der folgenden Zwangsemeritierung emigrierte das Paar mit ihrem Sohn Rudolph nach Dänemark. Nach dem deutschen Überfall auf Dänemark am 9. April 1940 wurde Julius Hirsch kurzzeitig verhaftet, über Schweden, Russland und Japan kam die Familie jedoch 1941 in die Vereinigten Staaten.
Während Hirschs Ehemann als Dozent an der New School for Social Research wirkte, nahm sie an der Hochschule ihr Studium unter anderem bei Richard Schüller wieder auf. 1943 graduierte sie mit einem Master of social science. Zusammen mit ihrem Ehemann arbeitete sie anschließend als Unternehmensberaterin und übernahm, nachdem dieser in Folge des Eintritts der Vereinigten Staaten in den Zweiten Weltkrieg zum Chief Consultant der US-Preiskontrollbehörde Office of Price Administration berufen worden war, die Leitung des Unternehmens. Dabei beriet sie unter anderem das Landwirtschaftsministerium der Vereinigten Staaten und Migros-Besitzer Gottlieb Duttweiler, dem sie das Konzept von Selbstbedienungsläden nahelegte. In den Vorwahlen zur Präsidentschaftswahl in den Vereinigten Staaten 1948 unterstützte sie den seinerzeitigen Gouverneur von Kalifornien Earl Warren in ökonomischen Fragestellungen, der jedoch als Erstplatzierter bei nahezu ausgewogenen Vorwahlergebnissen gegenüber dem Kompromisskandidaten Thomas E. Dewey den Kürzeren zog und anschließend nur als Vizepräsidentschaftskandidat der Republikanischen Partei nominiert wurde. Ab den 1950er Jahren war sie parallel selbst als Dozentin an der New School for Social Research tätig. Nach dem Tod ihres Ehemannes 1961 löste sie das Beratungsunternehmen auf und fokussierte sich auf ihre Forschungs- und Lehrtätigkeiten auf die Entwicklungsökonomie. 1989 zog sie nach Washington, D.C., wo sie im Alter von 103 Jahren Anfang 2003 starb.
Zahlreiche ihrer Studien und Artikel veröffentlichte Hirsch in den 1940er und 1950er Jahren unter dem Namen ihres Mannes, da Frauen insbesondere in der Rohstoff- und Agrarökonomie seinerzeit einen schweren Stand hatten.